# Eriosema afzelii
Eriosema afzelii är en ärtväxtart som beskrevs av John Gilbert Baker. Eriosema afzelii ingår i släktet Eriosema och familjen ärtväxter. Inga underarter finns listade i Catalogue of Life.